# Amphoe Khiri Mat
Amphoe Khiri Mat (Thai: อำเภอ คีรีมาศ) ist der südlichste Landkreis (Amphoe – Verwaltungs-Distrikt) der Provinz Sukhothai. Die Provinz Sukhothai liegt in der Nordregion von Thailand.

## Geographie
Benachbarte Landkreise (von Nordwesten im Uhrzeigersinn): die Amphoe Ban Dan Lan Hoi, Mueang Sukhothai und Kong Krailat der Provinz Sukhothai, sowie Bang Rakam der Provinz Phitsanulok und Phran Kratai der Provinz Kamphaeng Phet.

## Geschichte
Der Kreis hieß ursprünglich Tannot und wurde im Jahr 1939 in Khiri Mat umbenannt.

## Verwaltung

### Provinzverwaltung
Der Kreis ist in zehn Kommunen (Tambon) eingeteilt, die sich weiter in 101 Dörfer (Muban) unterteilen.
| Nr. | Name              | Thai      | Dörfer | Einw.  |
| --- | ----------------- | --------- | ------ | ------ |
| 1.  | Tanot             | โตนด      | 17     | 09.431 |
| 2.  | Thung Luang       | ทุ่งหลวง    | 13     | 07.499 |
| 3.  | Ban Pom           | บ้านป้อม    | 09     | 04.748 |
| 4.  | Sam Phuang        | สามพวง    | 10     | 05.035 |
| 5.  | Si Khiri Mat      | ศรีคีรีมาศ   | 11     | 05.312 |
| 6.  | Nong Chik         | หนองจิก    | 12     | 08.003 |
| 7.  | Na Choeng Khiri   | นาเชิงคีรี   | 10     | 05.880 |
| 8.  | Nong Krading      | หนองกระดิ่ง | 06     | 03.441 |
| 9.  | Ban Nam Phu       | บ้านน้ำพุ    | 08     | 05.098 |
| 10. | Thung Yang Mueang | ทุ่งยางเมือง | 05     | 02.113 |

### Lokalverwaltung
Es gibt zwei Kleinstädte (Thesaban Tambon) im Bezirk:
- Thung Luang (เทศบาลตำบลทุ่งหลวง) besteht aus dem gesamten gleichnamigen Tambon.
- Ban Tanot (เทศบาลตำบลบ้านโตนด) besteht aus Teilen des Tambon Tanot.

Es gibt außerdem neun „Tambon Administrative Organizations“ (TAO, องค์การบริหารส่วนตำบล – Verwaltungs-Organisationen) für die Tambon im Landkreis, die zu keiner Stadt gehören.